# 척주세움근

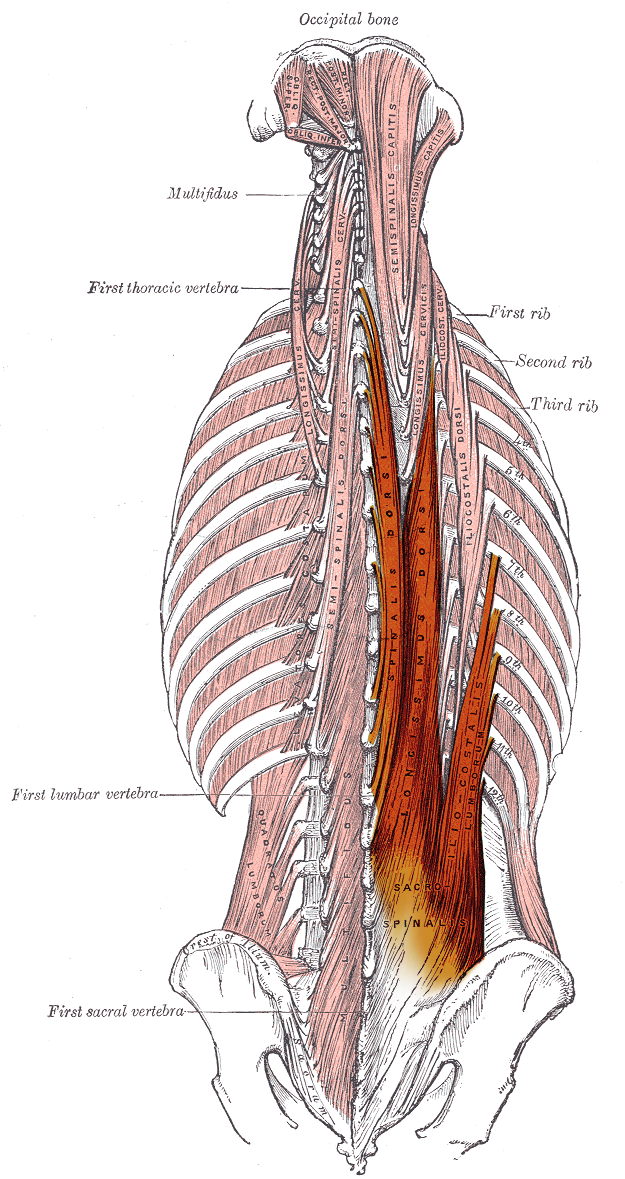

척주세움근(erector spinae muscle 또는 spinal erector) 또는 척주기립근은 가장긴근(longissimus muscle, 최장근)과 가시근(spinalis muscle, 극근) 그리고 엉덩갈비근(iliocostalis muscle, 장륵근)의 근육 그룹을 일컫는 용어이다. I love school로 외우면 쉽게 외울수 있다. 척주기립근은 윗쪽으로는 흉부, 두부까지 뻗져있으며 아래로는 허리와 골반까지 뻗어있다.
한편 척주기립근의 대항근은 복직근으로 척주기립근은 복직근과 함께 척추를 굽히고 펴는 움직임에 관여한다.

## 척추기립근
여전히 한자식 표기로 잘못된 척추기립근이라 표현하는 사람이 있다. 해부학 용어는 일본식 한자어 표기(예: 쇄골)와 한글식 표기(예: 빗장뼈)가 있다. 척주기립근은 한자어 표기이며 척주세움근은 한글식 표기이다. 국립국어원 표준국어대사전에 척주기립근이 표준어로 등재되어 있다. 즉, 척추기립근은 잘못된 표기이다. 개별 척추를 기둥처럼 세운다 하여 '기둥주'를 사용하여 척주기립근이 되는 것이다. 예시로 벽돌을 쌓아 벽을 만들고 그 벽을 지탱하는 지지대를 받치면 벽돌지지대가 아닌 벽지지대라 불리는 이치와 같다.
흔히 말하는 척추뼈(Vertebrae)는 7개의 목뼈, 12개의 등뼈, 5개의 허리뼈, 5개의 엉치뼈와 4개의 꼬리뼈 각각을 칭하며 척추뼈와 척추사이원반들이 합쳐져 하나의 척주(Vertebral Column)을 이루게 된다. 즉, 척추뼈는 뼈 각각 하나를 칭하며, 척주는 하나의 기둥을 이르는 말이다. 따라서 Erector spinae muscles 은 개별 척추뼈를 세우는 근육이 아닌 척주, 기둥을 세우는 역할을 하기 때문에 척주기립근(한자식)/척주세움근(한글식)이라 한다.

## 같이 보기
- 횡돌기극근
- 인체 근육
- 코어근육
- 꼬리뼈

## 참고 문헌
- 대구대학교 물리치료학과- 요부 안정화 운동 순서가 만성요통환자의 요통과 척추기립근의 근활성도에 미치는 영향 = The Effect of Lumbar Stabilization Exercise Order on Pain of Chronic LBP Patients and Muscle Activation of Erector Spinae
- 건국대학교 교육대학원 체육교육전공 2015. 8-플랫 벤치 프레스 동작 시 하지의 지지유형이 대흉근과 척추기립근의 근 활성에 미치는 영향 분석